# 玉井インターチェンジ
玉井インターチェンジ（たまいインターチェンジ）は、埼玉県熊谷市玉井にあるインターチェンジ（ハーフインターチェンジ）である。

## 道路
- 国道17号熊谷バイパス（鴻巣・東京方面）・深谷バイパス（本庄・伊勢崎方面 / 起点）
  - 将来的には熊谷渋川連絡道路

## 接続する道路
- 国道17号熊谷バイパス終端区間

## 構造
- 熊谷バイパスの鴻巣・東京方面と深谷バイパス起点（本庄・伊勢崎(上武道路)・新潟方面）が直結しており、熊谷バイパス東京方面から熊谷バイパス終端区間（籠原・深谷市街方面）が分岐・合流する。熊谷バイパス終端区間と深谷バイパス間の行き来はできないハーフインターチェンジとなっている。
- インターチェンジの高架（正確には盛土）は、東京側に隣接した国道407号妻沼バイパスの立体交差（熊谷市代）区間における高架と一体化している。
- なお、熊谷バイパス終端区間から熊谷バイパス東京方面へ合流（上り）する場合は、自動車専用道路（構想段階）である本来の本線（熊谷渋川連絡道路の一部）を考慮した構造により、インターチェンジと一体化している妻沼バイパスの立体交差区間における高架上本線への進入ができず下道へ直結となり、妻沼バイパスと平面交差（代交差点）の後、本線へ合流する形になっている（一度、高架に登るが、本線との間にガイドポスト（開通から近年[いつ?]までは仮設のバリケード）が設置され進入できなくなっており、本線（深谷バイパス）からの下道分岐へと合流した後、地平へ降り、妻沼バイパスとの平面交差点に至る）。
- 本来の本線開業後にどの様な構造になるのかは不明である。本線と熊谷バイパス終端区間からの合流線付近に用地がある。以前[いつ?]は、このICから深谷バイパス方面は対面2車線であった。2024年現在の状況を見ればわかるように対面4車線に拡張した際は、隣接した位置に建設、IC区間を抜けた深谷バイパスは、熊谷バイパスと同様に上下線が分離され、その間に本線用地がある。

## 周辺
インターチェンジ本体の周辺は田園地帯となっている。
- ビックベアショッピングセンター（代立体交差区間）
  - ケーズデンキ
  - トイザらス
  - スポーツオーソリティ
  - ふとんタナカ
- 関東脳神経外科病院（妻沼バイパス沿い）
- 熊谷市立学校給食センター
- ヤマト運輸熊谷営業所
- 西濃運輸熊谷支店